# Massimo Dolazza
Massimo Dolazza (Bergamo, 27 dicembre 1949 – Stezzano, 9 maggio 2019) è stato un politico italiano.

## Biografia
Leghista della prima ora, fu responsabile della sicurezza del partito fin dalla fondazione. Eletto al Senato per due legislature consecutive, nel 1994 e nel 1996, non venne rieletto per un terzo mandato nel 2001. Pubblicò in quegli anni un libro inchiesta che cercò di dimostrare il coinvolgimento della famiglia di Roberto Maroni con i vertici di Finmeccanica. In seguito si ritirò dalla vita politica nazionale e ricoprì il ruolo di consigliere comunale del suo paese natale, Stezzano.
Morì all'età di 69 anni il 9 maggio 2019.